# ステファン・サグマイスター

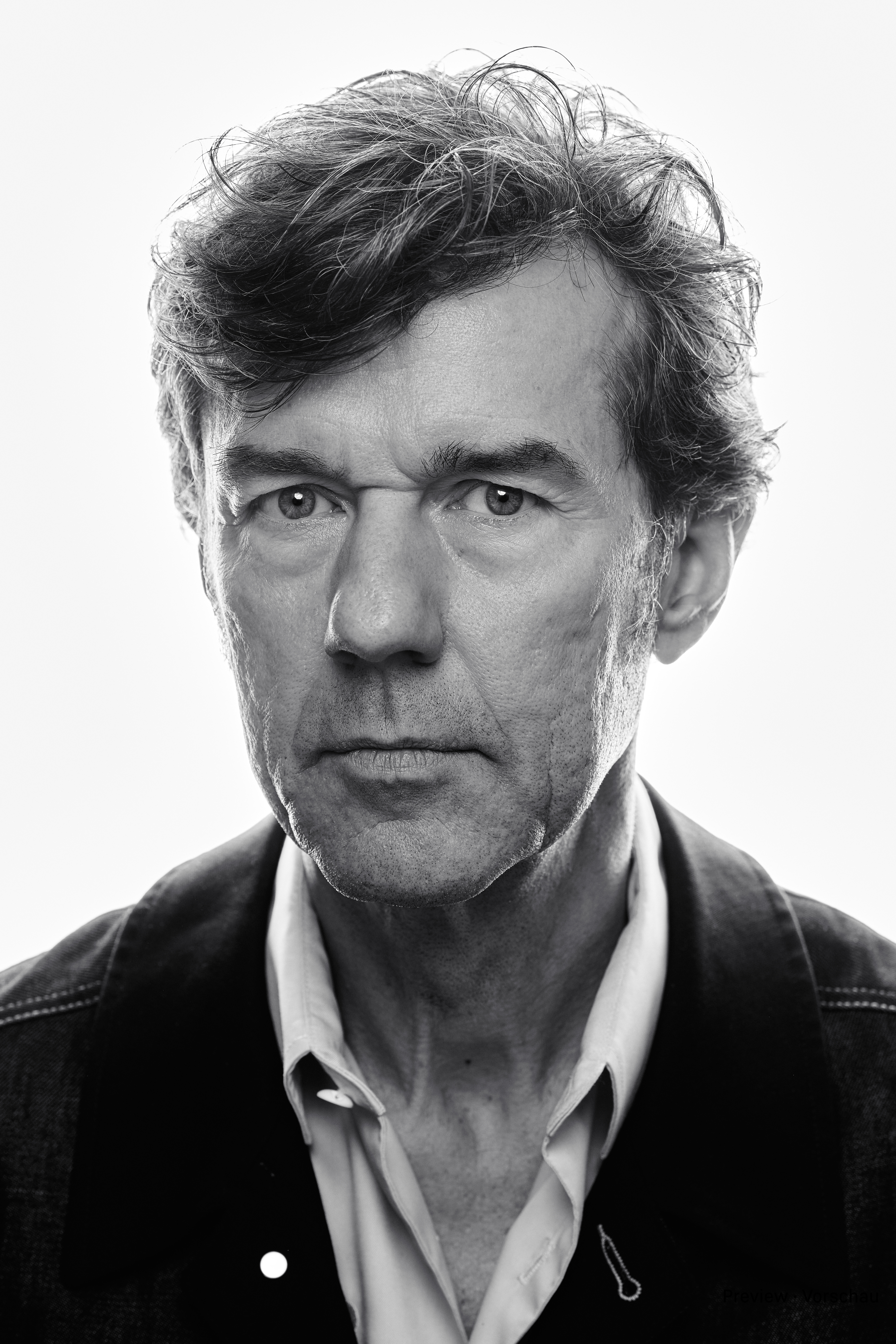
ステファン・サグマイスター

ステファン・サグマイスター（Stefan Sagmeister、1962年 オーストリア・ブレゲンツ - ）は、現在アメリカ合衆国ニューヨーク市を拠点に活動しているグラフィックデザイナーである。デザイン事務所「Sagmeister Inc.」主宰。音楽関連の仕事がよく知られ、ルー・リード、ローリング・ストーンズ、デヴィッド・バーン、エアロスミス、パット・メセニーのCDカヴァーなどを制作している。

## 経歴
サグマイスターはウィーン工芸大学（University of Applied Arts Vienna, Universität für angewandte Kunst Wien）に応募するも入学を果たせず、私塾で学習した。その後フルブライト奨学金を得てニューヨークのプラット・インスティチュートで学んでいる。
1991年、香港に移ってレオ・バーネット（Leo Burnett）の香港事務所で働く。1993年、ニューヨークに戻り、ティボー・カルマン（Tibor Kalman）のデザイン事務所M&Coで働くが、カルマンがその後すぐに引退してローマのベネトン・グループの雑誌Colorの編集者となったため、サグマイスターも長くこの事務所で働くことはなかった。
1993年、ニューヨークを本拠にSagmeister Inc.を設立。以来、ローリング・ストーンズ、HBO、グッゲンハイム美術館、タイム・ワーナー社など多岐にわたるクライアントに対してブランディング、グラフィックス、パッケージ・デザインなどを行っている。Sagmeister Inc.出身のデザイナーにはマーティン・ウトゥリ（Martin Woodtli）や、「Karlssonwilker」を設立したヒャルティ・カールソン（Hjalti Karson）、ジャン・ウィルカー（Jan Wilker）などがいる。
デヴィッド・バーンやルー・リードと長年にわたってコラボレーションを行っている。またBooth-Clibborn社から刊行されたデザイン・モノグラフMade You Lookの著者である。
チューリヒ、ウィーン、ニューヨーク、ベルリン、東京、大阪、プラハ、ケルン、ソウルで個展を開催。ニューヨークのスクール・オブ・ビジュアル・アーツ大学院で教鞭を執り、また同じくニューヨークのクーパー・ユニオン・スクール・オブ・アートのフランク・スタントン・チェア（Frank Stanton Chair）に任命されている。
2005年にグラミー賞ベスト・ボックスト・オア・スペシャル・リミテッド・エディション・パッケージ賞を受賞。これはトーキング・ヘッズのボックスセット『ワンス・イン・ア・ライフタイム』（Once in a Lifetime）に対する賞であった。
英語版Wikipediaの本項目で作品の一部を見ることができる。